# Jo Ractliffe

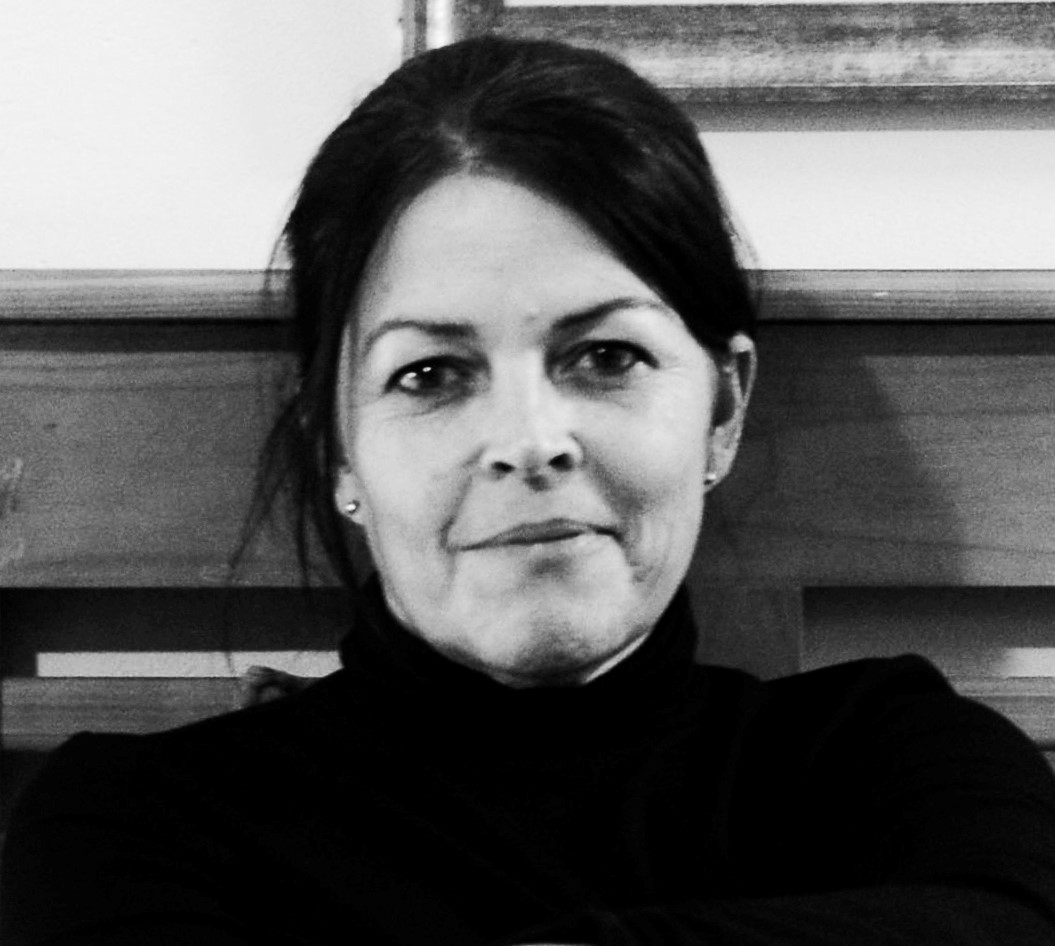
Jo Ractliffe, 2019

Jo Ractliffe (* 9. března 1961) je jihoafrická dokumentární fotografka a učitelka působící v Kapském Městě, kde se narodila, a v Johannesburgu v Jihoafrické republice. Je považována za jednu z nejvlivnějších jihoafrických „sociálních fotografek“.

## Kariéra
Své vzdělání získala v Kapském Městě, včetně diplomu z výtvarném umění na Ruth Prowse School of Art, Woodstock, bakaláře výtvarných umění (1985) a magistra výtvarných umění (1988) na Michaelis School of Fine Art na Univerzitě v Kapském Městě.
Počínaje svou první výstavou, Master of Fine Arts Graduate Show v muzeu Irmy Sternové, si fotografie Ractliffové získaly mezinárodní pozornost. Dále pokračovala výstavami v Jihoafrické republice, v MET, MOMA, Tate Modern a na bienále Gwangju v Jižní Koreji. Okwui Enwezor popsal Ractliffovou jako „jednu z nejdokonalejších a nedoceněných fotografek své generace“. Díla Ractliffové byla vystavena nezávisle a ve spojení s dalšími významnými umělci, jako jsou David Goldblatt, Guy Tillim, William Kentridge, Pieter Hugo nebo Zanele Muholiová. 
Získala řadu ocenění. Její fotokniha As Terras do Fim do Mundo byla oceněna jako „Nejlepší fotokniha roku 2010“ na Mezinárodním festivalu fotoknih v Kasselu a byla nominována na cenu Discovery na fotografickém festivalu Rencontres d'Arles v roce 2011.
V roce 2010 získala stipendium Writing Fellowship na Wits Institute for Social and Economic Research ; stipendium Ampersand Foundation v New Yorku v roce 2008; stipendium Christian Merian Stiftung v iaab Studios, Basilej, Švýcarsko, v roce 2001; a stipendium Ecole Cantonale d'Art du Vallais v Sierre, Švýcarsko v roce 2001. 
Pracovala na veřejných nebo kurátorských projektech, včetně Johannesburg Circa Now, Johannesburg Art Gallery, Jihoafrická republika v roce 2004; Joubert Park Project, Johannesburg, Jihoafrická republika v roce 2000, a End of Time Pinhole Photography Project, Nieu-Bethesda, Great Karoo, Jihoafrická republika v roce 1999; a Truth Veils, Centrum pro studium násilí a usmíření; Wits History Workshop, University of Witwatersrand, Johannesburg, Jihoafrická republika.
Ractliffe je také docentkou na Witwatersrand School of Arts na Wits University v Johannesburgu. Vyučovala také na Mezinárodní letní akademii výtvarných umění v Salzburgu v Rakousku a na Market Photo Workshop v Johannesburgu.

## Umělecká témata
Fotografie Ractliffové pokrývají mnoho témat, ale autorka se zaměřuje na zkoumání konkrétního tématu (jako je její sbírka nepublikovaných snímků za dobu asi 25 let: Všechno je všechno) nebo komplexní krajiny (sbírka The Borderlands). Podle Metropolitního muzea umění Ractliffe „namířila svou kameru na krajinu, aby se zabývala tématy vysídlení, konfliktů, historie, paměti a vymazání“. Ractliffe byla popsána jako „dokumentární fotografka, která zachycuje stopy násilí, vysídlení a boje v krajině“. Její obrazy evokují paměť, historii a následky konfliktu. Její práce se zabývá pozůstatky konfliktů, které jsou viditelné jako jizvy v krajině. 

## Výtvarná praxe
Ractliffe využívá širokou škálu fotografických a uměleckých postupů, včetně momentek, dokumentárních, forenzních a studiových fotografií, jakož i instalačních videí a projekcí. Jejím hlavním médiem je však analogový černobílý obraz, „který zachycuje realitu hraničící s tajemnem, kterou výtvarnice zdůrazňuje ve svých tiskařských technikách“.  V rozhovoru s Kathleen MacQueenovou pro časopis BOMB Magazine Ractliffe definovala svou fotografickou praxi jako „velmi o vidění – a o kritickém a sebereflexivním pohledu na to, co takové vidění znamená“. Podle jejího uměleckého prohlášení se Ractliffe zajímá o zkoumání „věcí, které jsou pomíjivé – touhy, ztráty – a jejich vztahu k fotografii. Také ji zajímá, co od fotografií neočekáváme, co vynechávají, jejich ticho a prostor, který zabírají mezi „realitou“ a „touhou“. Snaží se pracovat v oblasti mezi věcmi, které známe, a věcmi, které neznáme; co existují mimo rám. Zajímá ji zkoumání těchto šikmých a skrytých „meziprostorů“ a toho, jak figurují při vytváření významu ve způsobu reprezentace, který se zdá být tak často založen na specifičnosti a transparentnosti.“

## Dílo
Její fotografická kniha 2009/2010 As Terras do Fim do Mundo (portugalsky „Země konce světa“), známá také jako „Následky konfliktu“ nebo „Duchové angolské občanské války“, je sbírka klasických černobílých fotografií, které zachycují doznívající konec angolské občanské války. Zahrnuje pětapadesát fotografií, někdy šedesát, pokud jsou vytištěny s dřívějšími díly, jako je Terreno Occupado, které sledovaly trasy pohraniční války, kterou vedla Jihoafrická republika v Angole v 70. a 80. letech. Po Terreno Ocupado, které se zaměřilo na Luandu pět let po skončení občanské války v zemi, As Terras do Fim do Mundo "posouvá pozornost od městské manifestace následků k prostoru války samotné. Černobílé fotografie Ractliffové zkoumají myšlenku krajiny jako patologie, jak se minulé násilí projevuje v krajině současnosti."
Podle recenze deníku Collector Daily, "fotografie Ractliffové mají v sobě tichou prázdnotu, kde skalnatá poušť a křovinaté lesy tiše stojí tváří v tvář historii. Její snímky dokumentují masové hroby, minová pole, opuštěné plodiny, místa přepadení, improvizované památníky." Zákopové systémy a prašná bojiště, vyčleňující nějakou malou značku nebo kousek důkazu v jinak lhostejné krajině. Její platinové tisky dále zjemňují drsnost prostředí, jejich tóny jsou jemnější a shovívavější, porosty houpající se vysoké trávy skrývají minová pole, potrhané nástěnné malby číhají v tichých budovách nebo linie bílých kamenů vyvolávají okraje raketového bunkru." Nejpublikovanější fotografie sbírky zachycuje sedm párů černomodrých kombinéz visících na stromě, které si Metropolitní muzeum umění vybralo jako reprezentaci samostatné výstavy Ractliffeové v roce 2015. Ractliffe komentuje fotografii v osobní eseji pro The Guardian: „Jsou to vyprázdnění muži.“ V recenzi deníku The New York Times: „ Právě touto historickou optikou pohlíží Jo Ractliffe na krajinu: jako morálně neutrální terén, který se stal neobyvatelným kvůli hrozným skutečnostem z minulosti – hroby stovek namibijských uprchlíků, většinou dětí., zabitých při náletu; neznámý počet nášlapných min pohřbených v angolské půdě. Některé jsou nyní staré desítky let, ale stále mohou vybuchnout, takže zabíjení pokračuje.“ V rozhovoru na téma As Terras do Fim do Mundo byla autorka citována: „Jedním z důvodů, proč jsem se pustila do tohoto projektu, bylo nějakým způsobem pokusit se najít imaginárno [angolské války], zapojit mýty, které kolují, a získat místo pro paměť… Trochu jsem mluvila o této srážce minulosti a přítomnosti v krajině, ale sráželo se to i ve mně.“

## Dosah
Díla Ractliffové byly diskutovány v mnoha publikacích, od jejích vlastních fotografických sbírek, jako je její kniha As Terras do Fim do Mundo: The Lands of the End of the World,  až po skupinové sbírky, jako je kniha Okwui Enwezor s více než 250 kusy fotografií třiceti afrických umělců: Snap Judgments: New Positions in Contemporary African Photography.  Její díla byla katalogizována jako umělecká a historická díla, jako je tomu v knize Okwui Enwezora a Michaela Godbyho Vzestup a pád apartheidu: Fotografie a byrokracie každodenního života. Tato kniha obsahuje „některé z nejikoničtějších snímků naší doby“ a „jedinečnou kombinaci fotožurnalistiky a komentáře [která] nabízí sondování a komplexní zkoumání zrodu, vývoje a zániku apartheidu v Jihoafrické republice. Fotografové sehráli důležitou roli roli v dokumentaci apartheidu, zachycující pronikání systému i do těch nejvšednějších aspektů života v Jihoafrické republice." 
V náhledu a recenzi v New Yorkeru na výstavu Ractliffové The Aftermath of Conflict, " její práce je popsána tak, že má "přesto zvláštní náboj, jako by jihoafrická fotografka nasměrovala nějakou kolektivní paměť. Většina míst, která si Ractliffe vybírá, je pustá (pole plevele, převrácená loď, hřbitov) a výsledné fotografie proto mohou někdy působit záhadně. Ale bolest a trauma jsou hmatatelné, stejně jako přísnost a zdrženlivost Ractliffové: ladem ležící zemědělská půda je poseta nášlapnými minami, odpadky se sypou do rokle a do slumu, šaty visí z mrtvého trnového stromu.“  Internetový časopis Don't Take Pictures poznamenal, že snímky autorky „ukazují, že Ractliffe chápe, že dopad války nelze nalézt pouze u lidí a někdy zoufalých míst, která obývají, ale také v rituálech života, které po rozvodu z okolností předpokládat jakousi ostrou krásu a strašidelnou vzpomínku na to, co život vyžaduje, aby přetrvával nebo dokonce prosperoval. S fotoaparátem umělkyně pevně zaměřené na snímky, které jsou často ořezány o kontext, jsme konfrontováni se znepokojivou pravdou, že válka ve své strašné kráse pustoší nejen vzdálené země, ale žije i blíže domovu.“
Her exhibit Vlakplaas ( Happenings in Afikaans) je název odkazující na protipovstaleckou vládní a policejní agenturu, která fungovala jako popraviště pro odpůrce apartheidu. Vlakplaas se nacházel na farmě poblíž Pretorie. Ractliffe uvádí, že soubor díla „byl zadán pro Truth Veils, výstavu v Galerii Gertrude Posel v roce 1999 jako doprovod ke konferenci The TRC: Commissioning the Past na University of Witwatersrand. Byl představen v souvislosti s Prime Evil, dokumentárním filmem o veliteli Vlakplaas Eugene de Kockovi. Konference a výstava Ractliffové byly navrženy v reakci na jihoafrickou komisi pro pravdu a usmíření a na trvalé dědictví apartheidu.
Things Fall Apart byla skupinová výstava, která svůj název převzala z románu Chinua Achebe. "Mnohými považována za archetypální moderní africký román v angličtině, kniha reflektuje zničující dopad kolonialismu v Africe. Výstava využívá tuto asociaci k tomu, aby se zaměřila na podobnou ztrátu utopické perspektivy po konci studené války a kolapsu Investice komunistického bloku do afrického kulturního a politického rozvoje. Things Fall Apart představuje patnáct projektů současných umělců spojených s tímto tématem různými způsoby.“
Figures and Fictions (Postavy a fikce) byla skupinová výstava, která vystavovala práce sedmnácti fotografů. Hostitelské muzeum o výstavě uvedlo: „Vzrušení a naléhavost, která dnes obklopuje fotografii v Jihoafrické republice, je částečně vysvětlena jejím místním kontextem: ta nejlepší fotografie vznikající v této zemi je zasazena do koloniální historie, etnografie, antropologie, žurnalistiky a politického aktivismu. potýká se se svou závažnou historií, zpochybňuje, manipuluje a oživuje své vizuální kódy a mísí je se současnými zájmy. Post-apartheidové složité a základní problémy – rasa, společnost, pohlaví, identita – zůstávají hodně na povrchu. To se odráží v image tvůrci, kteří využívají výsledné scény jako formu tvůrčího napětí v rámci své osobní vize. Zde se objevily výrazné fotografické hlasy: místní charakterem a tématem, ale širší mezinárodní zájem kvůli jejich kombinované intenzitě." 
Impressions from South Africa byla výstava v Muzeu moderního umění v New Yorku, která předváděla jihoafrické umění od vrcholu apartheidu v roce 1965. „Od nejstaršího tisku na výstavě z roku 1965 (první akvizice díla jihoafrického umělce v muzeu), přes tištěné plakáty z vrcholu antiapartheidního hnutí v 80. letech až po projekty mladší generace, které odrážejí nové a Vzhledem k rozvíjejícím se uměleckým zájmům jsou tato díla výrazným příkladem tištěného umění jako nástroje pro sociální a umělecké vyjádření." 

## Výstavy

### Samostatné výstavy
| Titul                                                                      | Umístění                                                                                                  | datum                           |
| -------------------------------------------------------------------------- | --- | ------------------------------- |
| Both, And,                                                                 | STEVENSON Gallery Kapské Město, Jihoafrická republika                                                     | 5. července – 21. srpna 2018    |
| Jo Ractliffe: Všechno je všechno                                           | STEVENSON Gallery Johannesburg, Jihoafrická republika                                                     | 18. května – 30. června 2017    |
| Následky konfliktu: Fotografie Angoly a Jihoafrické republiky Jo Ractliffe | Metropolitní muzeum umění, New York, USA                                                                  | 24. srpna 2015 – 6. března 2016 |
| Po válce                                                                   | Fondation A Stichting, Brusel, Belgie                                                                     | 2015                            |
| Země někoho jiného                                                         | Peabody Essex Museum, Salem, Massachusetts, USA                                                           | 2014                            |
| Jako Terras Fim Mundo                                                      | Museet pro Fotokunst, Odense, Dánsko                                                                      | 2013                            |
| Jo Ractliffe: The Borderlands                                              | STEVENSON Gallery, Johannesburg, Jihoafrická republika                                                    | 25. července – 31. srpna 2013   |
| Tkalcovský stav země                                                       | STEVENSON Gallery, Johannesburg, Jihoafrická republika                                                    | 24. ledna – 8. března 2013      |
| Jako Terras Fim Mundo                                                      | Fotohof, Salzburg, Rakousko                                                                               | 2012                            |
| Obchodní cesty v průběhu času,                                             | STEVENSON Gallery Kapské Město, Jihoafrická republika                                                     | 4. dubna – 19. května 2012      |
| Jako Terras Fim Mundo                                                      | Walther Collection Project Space, New York, USA                                                           | 2011                            |
| Jo Ractliffe: Jako Terras do Fim do Mundo                                  | Brodie a STEVENSON Gallery, Johannesburg, Jihoafrická republika                                           | 24. února – 2. dubna 2011       |
| FOREX: TOTO JE NÁŠ ČAS                                                     | Brodie and STEVENSON Gallery, Johannesburg, Jihoafrická republika,                                        | 10. června – 24. července 2010  |
| Terren Ocupado                                                             | \Warren Siebrits Gallery, Johannesburg, Jihoafrická republika                                             | 2008                            |
| Jo Ractliffe: Terreno Ocupado                                              | STEVENSON Gallery, Johannesburg, Jihoafrická republika                                                    | 2007                            |
| Jo Ractliffe: Selected Color Works 1999-2005                               | Warren Siebrits moderní a současné umění, Johannesburg, Jihoafrická republika                             | 2005                            |
| Jo Ractliffe: Skutečný život                                               | STEVENSON Gallery, Johannesburg, Jihoafrická republika                                                    | 2002-2005                       |
| Jo Ractliffe: Vybraná díla 1982-1999                                       | Warren Siebrits moderní a současné umění, Johannesburg, Jihoafrická republika                             | 2004                            |
| Jo Ractliffe: Johannesburg Inner City Works                                | STEVENSON Gallery, Johannesburg, Jihoafrická republika                                                    | 2000-2004                       |
| Sněhurka                                                                   | Ecole Cantonale du'Art du Vallais, Sierra, Švýcarsko                                                      | 2000                            |
| Konec času                                                                 | Ibis Art Gallery, Nieu-Bethesda, cestuje do Mark Coetzee Art Cabinet, Kapské Město, Jihoafrická republika | 1999                            |
| Jo Ractliffe: Vlakplaas                                                    | Galerie Gertrudy Posel; STEVENSON Gallery Johannesburg, Jihoafrická republika                             | 1999                            |
| Hádej, kdo tě miluje                                                       | Goodman Gallery, Johannesburg, Jihoafrická republika                                                      | 1997                            |
| Jo Ractliffe: Konec času                                                   | STEVENSON Gallery Johannesburg, Jihoafrická republika                                                     | 1996-1999                       |
| Jo Ractliffe: přestřelení Diany                                            | STEVENSON Gallery Johannesburg, Jihoafrická republika                                                     | 1990-1995                       |
| Nadir                                                                      | Metropolitan Life Gallery, Kapské Město, Jihoafrická republika                                            | 1989                            |
| Master of Fine Arts Graduate Show                                          | Muzeum Irmy Stern, Kapské Město, Jihoafrická republika                                                    | 1988                            |

### Nedávné skupinové výstavy
| Titul                                                                                           | Místo | Datum |
| ----------------------------------------------------------------------------------------------- | --- | ----- |
| Both, And,                                                                                      | STEVENSON Gallery, Cape Town, Jihoafrická republika                                                        | 2018  |
| More for Less                                                                                   | A4 Arts Foundation, Cape Town, Jihoafrická republika                                                       | 2018  |
| A Short History of South African Photography                                                    | Fotografia Europea                                                                                         | 2017  |
| Memory, archives, future                                                                        | Chiostri di San Pietro, Reggio Emilia, Itálie                                                              | 2017  |
| Sea Views                                                                                       | Rijksmuseum, Amsterdam, Nizozemsko                                                                         | 2017  |
| Things Fall Apart                                                                               | Vera and Donald Blinken Open Society Archives, Budapešť, Maďarsko                                          | 2017  |
| Gestures and Archives of the Present, Genealogies of the Future: A new lexicon for the biennial | 10th Taipei Biennial, Taipei Fine Arts Museum, Taiwan                                                      | 2016  |
| Things Fall Apart                                                                               | Calvert 22, Londýn, UK; Univerzita Bayreuth, Německo; Gallery Municipais, Lisabon, Portugalsko             | 2016  |
| After Eden/Après Eden- The Walther Collection                                                   | La Maison Rouge, Paříž, Francie                                                                            | 2015  |
| History Lesson                                                                                  | Museum Centro Atlántico de Arte Moderno, Las Palmas de Gran Canaria, Španělsko                             | 2015  |
| What remains is tomorrow                                                                        | South African Pavilion, 56th Venice Biennale, Itálie                                                       | 2015  |
| THEOREM: You Simply Destroy the Image I Always Had of Myself                                    | Mana Contemporary, New Jersey, USA                                                                         | 2015  |
| Conflict, Time, Photography,                                                                    | Tate Modern, Londýn, UK                                                                                    | 2014  |
| Earth Matters: Land as material and metaphor in the arts of Africa                              | Fowler Museum, Los Angeles, California, USA                                                                | 2014  |
| Rise and Fall of Apartheid: Photography and the bureaucracy of everyday life                    | Museum Africa, Johannesburg, Jihoafrická republika                                                         | 2014  |
| Apartheid and After                                                                             | Huis Marseille, Amsterdam, Nizozemsko                                                                      | 2014  |
| Public Intimacy: Art and Other Ordinary Acts in South Africa                                    | Yerba Buena Center for the Arts, San Francisco, California                                                 | 2014  |
| Unstable Territory: Borders and identity in contemporary art                                    | Centro di Cultura Contemporanea Strozzina, Palazzo Strozzi, Florence, Itálie                               | 2013  |
| Present Tense                                                                                   | Fundação Calouste Gulbenkian, Lisabon, Portugal; Fundação Calouste Gulbenkian -Délégation en France, Paříž | 2013  |
| My Joburg                                                                                       | La Maison Rouge, Paris, Francie; Staatliche Kunstsammlungen Dresden, Drážďany, Německo                     | 2013  |
| Distance and Desire: Encounters with the African Archive                                        | The Walther Collection, Ulm, Německo                                                                       | 2013  |
| Transition: Social Landscape                                                                    | Rencontres d'Arles festival, Arles, Francie                                                                | 2013  |
| Social Landscape Project                                                                        | Rencontres d'Arles, Paris, Francie                                                                         | 2013  |
| The Rise and Fall of Apartheid: Photography and the bureaucracy of everyday life                | Dům umění, Mnichov, Německo                                                                                | 2013  |
| Transitions – Social Landscape Project                                                          | Market Photo Workshop, Johannesburg, Jihoafrická republika                                                 | 2012  |
| Trade Routes Over Time                                                                          | Stevenson Gallery, Kapské město, Jihoafrická republika                                                     | 2012  |
| Not My War                                                                                      | Michaelis Galleries, Univerzita v Kapském Městě, Jihoafrická republika                                     | 2012  |
| Making History                                                                                  | Museum für Moderne Kunst, Frankfurt, Německo                                                               | 2012  |
| Rise and Fall of Apartheid: Photography and the bureaucracy of everyday life                    | International Center of Photography, New York, USA                                                         | 2012  |
| Topography of War                                                                               | Le Bal, Paris, Francie                                                                                     | 2011  |
| Neither Man Nor Stone                                                                           | Jihoafrická národní galerie Iziko, Cape Town, Jihoafrická republika                                        | 2011  |
| Lens: Fractions of Contemporary Photography and Video in South Africa                           | Stellenbosch University Art Museum, Jihoafrická republika                                                  | 2011  |
| Les Rencontres d'Arles 2011 photography festival                                                | France | 2011  |
| Appropriated Landscapes                                                                         | Walther Collection, Ulm, Německo                                                                           | 2011  |
| Figures and Fictions: Contemporary South African Photography                                    | V&A Museum, Londýn, UK                                                                                     | 2011  |
| Impressions from South Africa, 1965 to Now                                                      | Muzeum moderního umění, New York, USA                                                                      | 2011  |

## Sbírky
| Název                                    | Umístění                            |
| ---------------------------------------- | ----------------------------------- |
| Muzeum Apartheidu                        | Johannesburg, Jihoafrická republika |
| Centre Georges Pompidou                  | Paříž, Francie                      |
| Foundation A Stitching                   | Brusel, Belgie                      |
| Huis Marseille                           | Amsterdam, Nizozemsko               |
| Muzeum moderního umění                   | New York, USA                       |
| Sanfranciské muzeum moderního umění      | San Francisco, Kalifornie           |
| Jihoafrická národní galerie Iziko        | Kapské Město, Jihoafrická republika |
| Sbírka Deutsche Bank                     |                                     |
| Metropolitní muzeum umění                | New York, USA                       |
| Kolekce Walther                          | Neu-Ulm, Švábsko, Bavorsko, Německo |
| Sbírka umění, Univerzita v Kapském Městě | Kapské Město, Jihoafrická republika |
| Galerie umění University of South Africa | Pretoria, Jihoafrická republika     |
| Muzeum umění WITS                        | Johannesburg, Jihoafrická republika |